# پیتر موریس آرنیسون
پیتر موریس آرنیسون (انگلیسی: Peter Arnison؛ زادهٔ ۲۱ اکتبر ۱۹۴۰) سیاست‌مدار اهل استرالیا است. وی همچنین برندهٔ جوایزی همچون نشان استرالیا و نشان سلطنتی ویکتوریایی شده‌است.